# Фейрвей (Канзас)
Фейрвей (англ. Fairway) — місто (англ. city) в США, в окрузі Джонсон штату Канзас. Населення — 4170 осіб (2020).

## Географія
Фейрвей розташований за координатами 39°1′28″ пн. ш. 94°37′43″ зх. д. / 39.02444° пн. ш. 94.62861° зх. д. (39.024403, -94.628726).  За даними Бюро перепису населення США в 2010 році місто мало площу 2,97 км², уся площа — суходіл.

## Демографія
Згідно з переписом 2010 року, у місті мешкали 3882 особи в 1749 домогосподарствах у складі 1062 родин. Густота населення становила 1308 осіб/км².  Було 1833 помешкання (618/км²).
Расовий склад населення:
| - 95,3 % — білих - 1,4 % — азіатів - 0,8 % — чорних або афроамериканців - 0,3 % — корінних американців |

До двох чи більше рас належало 1,4 %. Частка іспаномовних становила 3,0 % від усіх жителів.
За віковим діапазоном населення розподілялося таким чином: 21,8 % — особи молодші 18 років, 63,4 % — особи у віці 18—64 років, 14,8 % — особи у віці 65 років та старші. Медіана віку мешканця становила 41,4 року. На 100 осіб жіночої статі у місті припадало 88,8 чоловіків;  на 100 жінок у віці від 18 років та старших — 85,1 чоловіків також старших 18 років.
Середній дохід на одне домашнє господарство  становив 174 726 доларів США (медіана — 101 426), а середній дохід на одну сім'ю — 238 262 долари (медіана — 124 929). За межею бідності перебувало 1,8 % осіб, у тому числі 0,0 % дітей у віці до 18 років та 0,0 % осіб у віці 65 років та старших.
Цивільне працевлаштоване населення становило 2140 осіб. Основні галузі зайнятості: освіта, охорона здоров'я та соціальна допомога — 31,0 %, науковці, спеціалісти, менеджери — 15,7 %, фінанси, страхування та нерухомість — 14,1 %.